# Liste der Flugzeuge der schweizerischen Fliegertruppe von 1910 bis 1918
Diese Liste verzeichnet achtundneunzig Luftfahrzeuge der schweizerischen Fliegertruppe aus der Luftfahrzeugklasse Flugzeug, beginnend im Jahre 1910 bis zum Ende des Ersten Weltkrieges 1918, zeitlich aufsteigend geordnet.

## 1910–1914
Die Flugzeuge der Schweizer Gebrüder Henri und Armand Dufaux absolvierten zwar im Mai 1910 und im September 1911 militärische Erprobungen, wurden dann aber nicht erworben.
| Jahr | Flugzeugtyp | Immatrikulation | Stückzahl |
| ---- | ----------- | --------------- | --------- |
| 1910 | Dufaux 4    | keine           | 0         |
| 1911 | Dufaux 5    | keine           | 0         |

Eindecker Blériot XI-b auf dem Flugplatz Beundenfeld in Bern

Kurz vor Beginn des Ersten Weltkrieges wurde der Kavallerieoffizier Theodor Real mit der Aufstellung einer Fliegertruppe betraut. Er beschlagnahmte mehrere auf der Landesausstellung in Bern ausgestellte Flugzeuge, darunter eine LVG C.III und eine Aviatik C.I. Die ersten zehn schweizerischen Piloten rückten im August 1914 zum Teil mit ihren eigenen Flugzeugen und Mechanikern ein und bildeten die neugeschaffene Fliegertruppe. Von den Piloten übernahm die Schweizer Armee mehrere Flugzeuge, beispielsweise die beiden Blériot XI-b von Marcel Lugrin und Oskar Bider und eine Morane-Saulnier MoS. 35 von Edmond Audemars. Mit der Immatrikulation 21 wurde eine Farman F.20 das erste Luftfahrzeug im Bestand der Schweizer Luftwaffe.

## Erster Weltkrieg

Eine startbereite Farman F.20 der schweizerischen Fliegertruppe. Im Hintergrund wartet eine Häfeli DH-3 auf ihren Einsatz

Nach umfangreichen Beratungen und Vorbereitungen wurden ab 1915 in grösserem Umfang Flugzeuge der Ingenieure August Haefeli und Robert Wild erworben, die dann grösstenteils beim Training der Piloten, in der Aufklärung und Grenzsicherung zum Einsatz kamen.
| Jahr | Flugzeugtyp                   | Immatrikulation          | Stückzahl  |
| ---- | ----------------------------- | ------------------------ | ---------- |
| 1914 | Farman F.20                   | 21                       | 1          |
| 1914 | Blériot XI-b                  | 22                       | 1          |
| 1914 | Blériot XI-b                  | 23                       | 1          |
| 1914 | Morane-Saulnier MoS.35 Helene | 24                       | 1          |
| 1914 | Grandjean L (L-1)             | 25                       | 1          |
| 1914 | LVG C.III Schneider           | 26                       | 1          |
| 1914 | LVG C.III-1 Schneider         | 27                       | 1          |
| 1914 | Aviatik C.I                   | 28                       | 1          |
| 1915 | Aviatik Eindecker Hanriot     | 29                       | 1          |
| 1915 | Farman M.F.11 Shorthorn       | 30                       | 1          |
| 1915 | Morane-Saulnier L Parasol     | 31                       | 1          |
| 1915 | Voisin 5 LA.S                 | 32                       | 1          |
| 1915 | Farman F-20                   | 47                       | 1          |
| 1915 | Farman M.F.11 Shorthorn       | 61                       | 1          |
| 1916 | Fokker D.II (M 17 Z)          | 62                       | 1          |
| 1915 | Wild WTS                      | 133,140                  | 2          |
| 1916 | Wild WT-1                     | 134 bis 139              | 6          |
| 1916 | Häfeli DH-1 (M I)             | 241 bis 246              | 6          |
| 1916 | Häfeli DH-3 (M II)            | 348 bis 353              | 6          |
| 1917 | Wild Spezial                  | 401                      | 1 Prototyp |
| 1917 | Wild WT und Wild WTS          | 141 bis 148              | 8          |
| 1917 | Nieuport 23 C-1               | 601 bis 605              | 5          |
| 1917 | Wild WT-1 und WT-1 S          | 149 bis 160              | 12         |
| 1917 | Häfeli DH-3 (M III), 1. Serie | 501 bis 512, 519 bis 530 | 24         |
| 1917 | Aviatik C.III                 | 63                       | 1          |
| 1918 | Albatros D.Va                 | 611                      | 1          |
| 1918 | DFW C.V Halberstadt           | 64,703                   | 2          |
| 1918 | Häfeli DH-3 (M IIIa)          | 513, 514, 515            | 3          |
| 1918 | Häfeli DH-3 (M IIIb)          | 516, 517, 518            | 3          |
| 1918 | Nieuport 28 N.28 C-1 Bébé     | 607                      | 1          |
| 1918 | Häfeli DH-4 (M IV)            | 701                      | 1 Prototyp |
| 1918 | Siemens-Schuckert D.III       | 606                      | 1          |

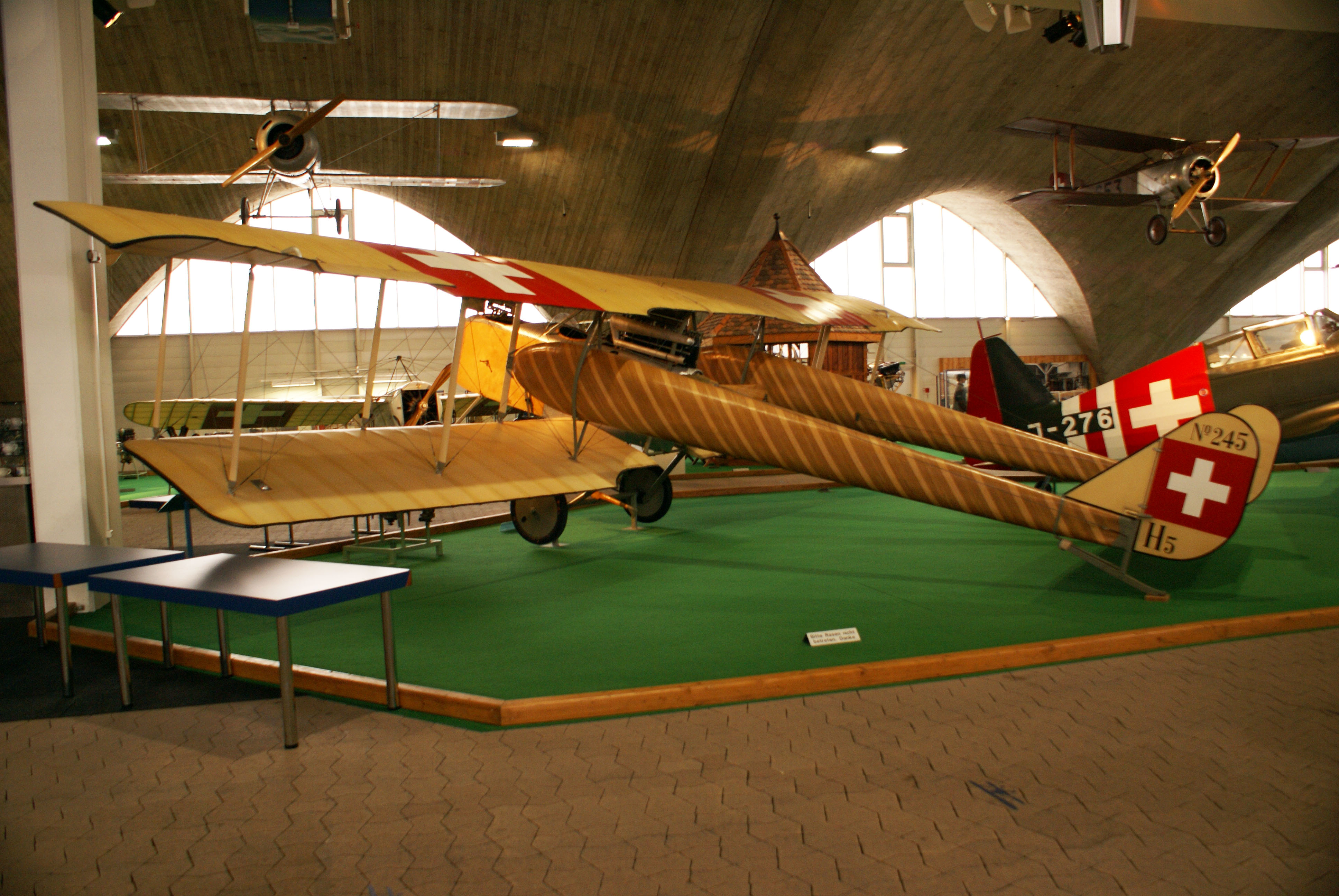
Nachbau der Häfeli DH-1 im Flieger Flab Museum in Dübendorf (2008)

Somit befanden sich am Ende des Ersten Weltkrieges inklusive Prototypen und internierter Flugzeuge 98 Flugzeuge im Bestand der Truppe.